# Lainey Wilson
Pour les articles homonymes, voir Wilson.
Lainey Wilson, née le 19 mai 1992 à Baskin dans l'État de Louisiane, est une chanteuse de musique country américaine.

## Biographie

### Jeunesse
Lainey Wilson naît le 19 mai 1992 à Baskin, petit village de la paroisse de Franklin en Louisiane. Elle est la fille de Brian et Michelle Wilson, et la descendante d'une lignée d'agriculteurs. Elle a une sœur nommée Janna Wilson Sadler, comptable de profession.
À côté de ses études secondaires, Lainey Wilson travaille dans l'événementiel et se produit comme Hannah Montana, chanteuse fictive interprétée par Miley Cyrus dans la série éponyme, dans des fêtes d'anniversaire, des festivals et des hôpitaux pour enfants.
Passionnée de musique, Lainey Wilson publie son premier projet en 2006, un EP intitulé Country Girls Rule, sur le réseau social MySpace.
À 19 ans, une fois ses études secondaires achevées, Lainey Wilson part pour Nashville, capitale de la musique country, dans le but de lancer sa carrière musicale. Là-bas, elle loge dans une caravane et suit des cours universitaires en ligne.

### Carrière
À Nashville, Lainey Wilson se produit dans de nombreux événements locaux, et sort son premier album, lequel porte son nom, en 2014. Peu après, elle signe avec le label Lone Chief. En 2016, la chanteuse délivre son deuxième album studio, Tougher, qui atteint le Top albums country.
En août 2018, Lainey Wilson signe avec le label Broken Bow Records.
En septembre 2019, elle sort un EP 4 titres intitulé Redneck Hollywood.
En février 2021 paraît Sayin' What I'm Thinkin', son 3e album studio, porté par le single Things a Man Oughta Know qui atteint la 3e place du Top singles country et permet à Wilson de prendre la tête du classement Billboard des artistes émergents en septembre. La même année, Lainey Wilson est invitée par Cole Swindell (en) sur le titre Never Say Never, qui atteint la 1re place des classements country en 2022.
En octobre 2022, Lainey Wilson sort Bell Bottom Country, son 4e album studio. Grand succès, le projet est primé « Album country de l'année » lors de la 66e cérémonie des Grammy Awards, ainsi que lors de la cérémonie des Academy of Country Music Awards et des Country Music Association Awards,.
Lainey Wilson interprète le rôle d'une chanteuse prénommée Abby, dans la saison cinq sortie en 2024 de la série Yellowstone.

## Discographie

### Albums studio
- 2014 : Lainey Wilson
- 2016 : Tougher
- 2021 : Sayin' What I'm Thinkin'
- 2022 : Bell Bottom Country
- 2024 : Whirlwind

### EPs
- 2006 : Country Girls Rule
- 2019 : Redneck Hollywood